# The Men (film)
The Men is een dramafilm uit 1950 onder regie van Fred Zinnemann. Hierin maakte acteur Marlon Brando zijn filmdebuut. The Men werd genomineerd voor de Oscar voor beste scenario en voor de BAFTA Award voor beste film.

## Inhoud
Ken (Marlon Brando) wordt tijdens de Tweede Wereldoorlog in zijn rug geschoten en loopt daardoor een dwarslaesie op. Zwelgend in zelfmedelijden gedraagt hij zich in het ziekenhuis nors en kwaad. Zijn mede-dwarslaesiepatiënten Norm (Jack Webb) en Leo (Richard Erdman) gaan daarin alleen niet mee. Kens verloofde Ellen (Teresa Wright) en de geduldige dokter Brock (Everett Sloane) krijgen hem vervolgens zover dat hij zijn best gaat doen om opnieuw zijn plekje in het leven te vinden.

## Rolverdeling
| Acteur          | Personage      |
| --------------- | -------------- |
| Marlon Brando   | Ken Wilocek    |
| Teresa Wright   | Ellen          |
| Everett Sloane  | Dr. Brock      |
| Jack Webb       | Norm           |
| Richard Erdman  | Leo            |
| Arthur Jurado   | Angel          |
| Virginia Farmer | Nurse Robbins  |
| Dorothy Tree    | Ellen's Mother |
| Howard St. John | Ellen's Father |